# Lorenzo Leonbruno

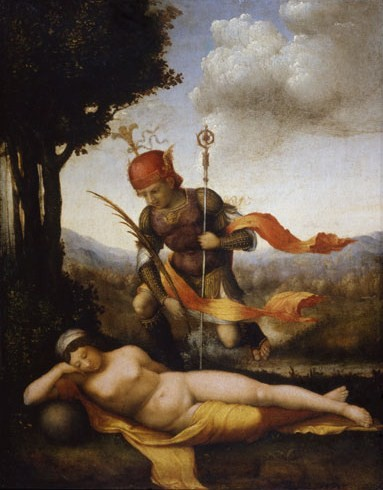
Ninfa durmiente, Uffizi.

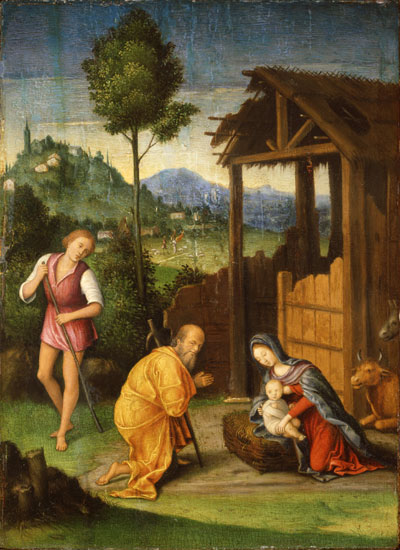
Adoración de los Pastores, Worcester Art Museum.

Lorenzo Leonbruno (Mantua, 1477-Mantua, c. 1537) fue un pintor renacentista italiano, activo en la corte de los Gonzaga.

## Biografía
Hijo adoptivo del pintor Giovanni Luca de Liombeni, aparece por primera vez citado ya como pintor el 26 de julio de 1495 en el testamento de Luca, que lo nombraba heredero de su taller. Consta documentalmente que en febrero de 1499 estaba casado con la viuda de su padre adoptivo, Angela Salati, y en junio se declaraba padre de familia y dueño de un taller propio. Protegido por Isabel de Este en 1504 marchó a Florencia para perfeccionarse como pintor en el taller del Perugino.
En 1511 visitó brevemente Venecia, para retornar a su patria y ponerse a las órdenes de Lorenzo Costa en la ejecución de los frescos de Apolo y las Musas del Palazzo di San Sebastiano (destruidos). Probablemente la colaboración con Costa continuó durante algún tiempo.
Leonbruno gozó del mecenazgo de Isabel de Este, marquesa de Mantua, y posteriormente, de su hijo Federico II. En 1521 marchó a Roma para estudiar el arte antiguo y el trabajo de Miguel Ángel y Rafael. A su vuelta a Mantua trabajó en la decoración del Castello di Corte y el Palazzo Ducale, dos proyectos que ocuparán la mayor parte de su tiempo como pintor de la corte ducal.
Entre 1521 y 1523 pintó diversas escenas mitológicas, motivos decorativos y medallones para los lunetos y el celaje de la estancia conocida como la Schalcheria en la Grotta del Palazzo Ducale, que representan lo mejor de su producción. Este proyecto revela las influencias de Mantegna y Perugino aunque los motivos de caza recuerdan el trabajo de Correggio en la Camera di San Paolo de Parma.
En 1524 comenzó los diseños de las decoraciones para el Palazzo di Marmirolo (destruido en 1798), en Mantua, pero este trabajo fue suspendido con la llegada de Giulio Romano.
Trabajó en Milán como ingeniero militar para el duque Francesco Maria Sforza (1531-32). Después volvió a Mantua, donde está documentada su presencia en la corte hasta 1537.
Aunque el interés de la corte mantuana en los temas mitológicos y de la Antigüedad ocupó la mayor parte de su producción, tuvo tiempo para realizar trabajos de tema religioso, como su Natividad del Museo de Worcester. En dichas obras se observa la influencia de Costa y una hábil utilización del paisaje con una brillante gama de colores.